# برنامه‌نویسی تیمی
در مهندسی نرم افزار ، برنامه نویسی تیمی یک استراتژی مدیریت پروژه برای هماهنگی تقسیم کار در پروژه های توسعه نرم افزاری است ، که شامل انتساب دو یا چند برنامه نویس رایانه ای برای کار مشترک در یک تکلیف خاص است. به طور کلی ، شیوه استفاده از این فرایند امروزه به روشهایی گفته می‌شود که در صنعت توسعه نرم افزار باعث فعالیت همزمان چند برنامه نویس رایانه ای می‌شود. معمولا در این سیستم ها برنامه نویسان در گروه های دو نفره به ایستگاه کاری رایانه متصل می‌شوند و در هر لحظه یکی از این دو کدنویسی کرده و دیگری کد او را بررسی و نقد می‌کند  و این دو به صورت دوره ای جای خود را عوض میکنند. برنامه نوییسی تیمی به منظو تسریع روند کار در برنامه نویسی که برنامه به چند بخش تقسیم و قسمت های مختلف آن به اعضای تیم واگذار می‌شود. 
1. ↑  «مدیریت، برنامه ریزی، سازماندهی، نظارت و کنترل پروژه های نرم افزاری 2 - تیم نرم افزاری». ایده بانک. بایگانی‌شده از اصلی در ۱۶ نوامبر ۲۰۲۰. دریافت‌شده در ۲۰۲۰-۱۱-۱۵.